# Laureano Gómez
Laureano Eleuterio Gómez Castro (Bogotá, 20 de febrero de 1889-Bogotá, 14 de julio de 1965), fue ingeniero, periodista, escritor, pensador, diplomático y político colombiano. Fue presidente de Colombia entre el 7 de agosto de 1950 y el 13 de junio de 1953, tras ser depuesto por el golpe de Estado del General Gustavo Rojas Pinilla. Fue miembro del Partido Conservador Colombiano, del cual fue uno de sus representantes más importantes durante casi 50 años. Fue llamado por sus partidarios El Hombre Tempestad, El Tribuno del Siglo XX, El Monstruo y El Ovejo y por sus adversarios liberales como El Basilisco.
Gómez es considerado uno de los oradores más eminentes de Colombia. Es un personaje controvertido en la historia de Colombia hasta el día de hoy. Tenía unas posturas binarias que no daban cabida a ningún matiz. Su nacionalismo, mezclado con un pensamiento católico preconciliar, ortodoxo y conservador lo acercaron al nacionalcatolicismo español con el que mantuvo una fuerte cercanía, llegando a elegir la España franquista como destino cuando tuvo que exiliarse de Colombia.
Como político y periodista, siempre estuvo engarzado en fuertes y airados enfrentamientos dialécticos, en los que llegaba a obligar a ministros y presidentes a renunciar. Esta virulencia en el debate no excluyó a personas dentro y fuera de su propio partido, con los que mantuvo sendas pugnas. Sin embargo, fue líder del conservatismo entre 1933 hasta 1953, tiempo en el que transcurrió la llamada República Liberal, encabezando, de este modo, el bloque opositor, y tiempo en el que, también, resulta elegido presidente en 1949, dentro de una campaña en la que fue el único candidato, pues los liberales no presentaron candidatos alegando problemas de seguridad, por la proliferación de La Violencia que asolaba a Colombia desde 1925 y por el asesinato de familiares de otros candidatos antes de elecciones. 
Fue presidente de Colombia entre el 7 de agosto de 1950 y el 13 de junio de 1953, y el tercero en la historia de Colombia en tener como profesión la ingeniería, tras ser depuesto por el golpe de Estado del General Gustavo Rojas Pinilla, ejerciendo solo durante un poco más de un (1) año, debido a problemas de salud que lo llevaron a solicitar una licencia, y retomando el poder el mismo día en que fue derrocado por un golpe militar pacífico,  Su gobierno fue polémico porque diversas fuentes contrarias a su imagen lo acusan de ser instigador de la violencia bipartidista imagen que se ha ido apaciguando lentamente con los años por el revisionismo de las fuentes que lo sustentan. 
Expulsado de Colombia junto a su familia, vivió en España hasta el ocaso del gobierno de la Junta Militar, pactando desde el exilio y junto con el expresidente liberal Alberto Lleras Camargo el Frente Nacional con el objetivo de poner fin al gobierno de Rojas Pinilla, que amenazaba el poder que conservadores y liberales mantenían desde hacía décadas. De regreso a Colombia, su pensamiento dio un viraje hacia la cordialidad con los liberales, sus enemigos de antaño, hasta su retiro definitivo de la política en 1962. Murió en 1965 a los 76 años. Es considerado uno de los ideólogos de la extrema derecha colombiana y opositor de los derechos de las mujeres. Se le asocia frecuentemente como simpatizante del franquismo y es reconocido por su autoritarismo y sus posturas racistas, supremacistas blancas, antisemitas y elitistas.
En la actualidad, su figura ha comenzado a ser nuevamente ensalzada por grupos de derecha, especialmente entre la juventud de su otrora Partido Conservador. Su corriente de pensamiento es conocida como laureanismo, y se opone al progresismo, la centroderecha, centro e izquierda política, así como al conservadurismo moderado o también llamado ospinopastranismo, actual influencia mayoritaria en el Conservadurismo. Fue padre del dirigente, periodista, jurista e intelectual conservador Álvaro Gómez Hurtado, quien fue candidato a la presidencia, sin éxito, tres veces, y fue uno de los artífices de la progresista Constitución de 1991. Su nieto Enrique Gómez ha continuado su legado político a través de la moderada plataforma del Movimiento de Salvación Nacional, que es más cercana a la doctrina de su asesinado hijo.

## Biografía
Laureano Eleuterio Gómez Castro nació en Bogotá el 20 de febrero de 1889, en el seno de una familia católica y conservadora de comerciantes originarios de Ocaña, Norte de Santander (cuna del Partido Conservador Colombiano); de hecho, el deseo de su padre era que toda su familia creciera en la capital del país, para que tuviera mejores oportunidades, por lo que su madre llegó embarazada de él a Bogotá para darlo a luz. El 15 de abril, fue bautizado en la iglesia de San Agustín, por el influyente sacerdote católico colombiano Carlos Cortés Lee.
A los 8 años, Laureano ingresó al colegio de San Bartolomé, centro educativo de la élite capitalina regentado por los jesuitas, y luego ingresó a estudiar ingeniería civil en la Universidad Nacional, graduándose, a los 20 años, el 19 de julio de 1909. Empezó trabajando en la empresa encargada de la construcción del ferrocarril de Antioquia pero pronto dejaría su puesto para fundar y ser director del periódico La Unidad, el 2 de octubre de ese mismo año. Desde este periódico haría una crítica virulenta a muchas situaciones y personajes de la vida pública nacional, que le valdrían el temor de muchos como fiscalizador contundente de la moral social.

### Inicios en la política

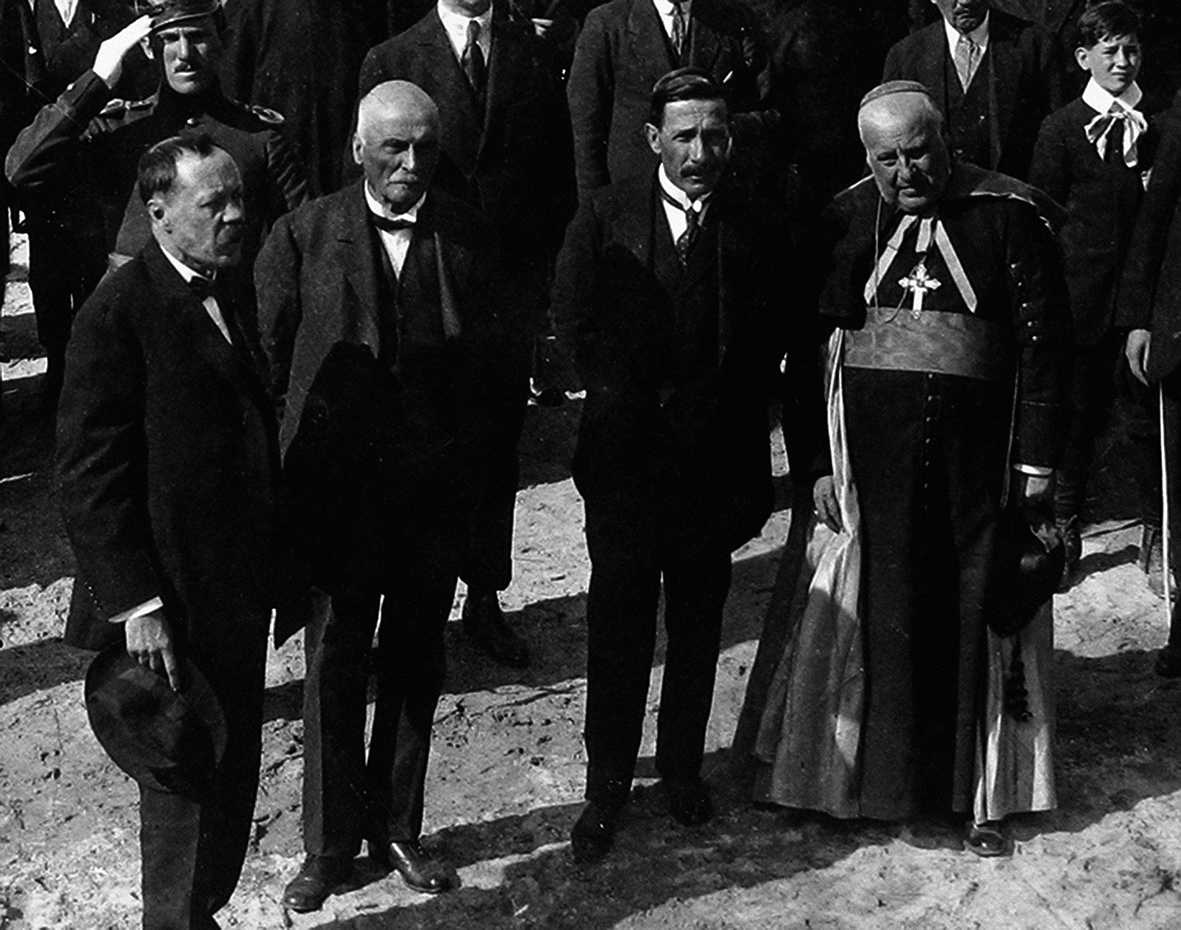
Laureano se enfrentó ferozmente a Suárez hasta lograr su dimisión en 1921.

En 1909, estando aún en la universidad, se unió a las juventudes del Partido Conservador. Desde el comienzo fue crítico con su mismo partido. Se opuso, así, al gobierno de Rafael Reyes Prieto, por la falta de garantías de su gobierno, defendiendo al destituido vicepresidente Ramón González Valencia.  Al final, el general Rafael Reyes, se vio obligado a renunciar.
Para 1911, fue representante a la Cámara y diputado de la Asamblea Departamental de Cundinamarca, aparte de convocar desde su periódico el primer Congreso Eucarístico Nacional de 1913, asistiendo como delegado de la Asamblea Departamental de Antioquia. Entre ese año y 1916 fue representante a la Cámara por segunda vez, pese a que su elección se anuló por la falta de edad para ejercer el cargo, de acuerdo a la Constitución. En 1915 Gómez entró en controversia con el arzobispo bogotano Bernardo Herrera Restrepo.
En 1914, durante una sesión de la  Comisión Asesora de Relaciones Exteriores en el congreso, fue apodado El Ovejo por el entonces canciller de Colombia, Marco Fidel Suárez, quien en un debate por un tratado exterior con Ecuador atacó a Suárez y sus compañeros, pretendiendo llamar "ovejos" a los que se alienaban a la votación a favor del tratado. Suárez, hombre cultísimo y conocedor de la lengua castellana corrigió a Gómez, indicando que no se decía "ovejos" a los machos de esa especie, sino "carneros". El apodo lo acompañó durante su ascenso al poder, y al parecer, cuando Suárez fue elegido presidente, Laureano se le opuso con tanta ferocidad que fue uno de los promotores de su renuncia en 1921.
El 19 de diciembre de 1918, es condenado a cumplir seis meses de prisión en la cárcel de correccionales, en el proceso que por calumnia e injuria le entabló el ministro de guerra, Jorge Roa.
Se destacó como fuerte opositor del gobierno de su copartidario Marco Fidel Suárez desde 1918. En esta contienda se aliaría con su amigo el liberal Alfonso López Pumarejo. Su proceder y oratoria en debates del Congreso lograrían en noviembre de 1921 que Suárez solicitara una licencia permanente al Congreso, dejando a cargo de la presidencia al segundo designado Jorge Holguín, quien ya había sido designado entre 1909 y 1910, por la renuncia de su copartidario Rafael Reyes. También emprendió ataques contra el gabinete fallido de Suárez.
En 1923 fue designado por el gobierno de Pedro Nel Ospina como ministro plenipotenciario en Chile, donde participó en la V Conferencia Panamericana, y ese mismo año fue designado embajador en Argentina. En 1925 regresó para asumir el cargo de ministro de obras públicas, donde utilizó el dinero de la indemnización de Estados Unidos por la Separación de Panamá para adelantar una serie de obras de gran envergadura.
Después tuvo un paso por el Senado que lo harían célebre, pero siendo él mismo incómodo para el propio Partido Conservador. Tras esto, toma un breve receso de la vida pública, pero en el entretanto, protagoniza, junto con Alfonso López Pumarejo, las célebres conferencias del Teatro Municipal, en el que fomentaba el fin de la Hegemonía Conservadora. Entendía que su partido había tomado un viraje ideológico y moral incorrecto y que debía purificarse.  

### El auge de los totalitarismos

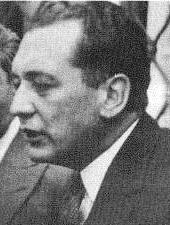
Gómez en 1925

Dentro del Partido Conservador surgió en 1920 el grupo de los Leopardos, admiradores de Charles Maurras y del fascismo: aunque el fascismo que ellos buscaban era católico, Laureano vio en este pensamiento una amenaza a la República, ya había sido crítico del Régimen Nazi, como también de Mussolini incluso antes de la Segunda Guerra Mundial, es por esto que forma el grupo de los Civilistas, que hacia frente a los fascistas dentro del Partido Conservador. Así lo atestigua su libro El cuadrilátero de 1935 en el que critica tímidamente a Adolf Hitler, Benito Mussolini y Iósif Stalin, y alaba la estrategia política de Mahatma Gandhi. Sobre Hitler y su régimen expansionista dice:
Hitler no es un grande hombre. Por la puerta del crimen no pasará Alemania al dominio de la humanidad, pues habrán de cerrarle el camino todos los hombres, alemanes o no, que no quieren ser esclavos (...), que amen el derecho por lo que él les da y por lo que representa para la especie humana. 
En 1930, el presidente liberal Enrique Olaya Herrera lo nombró ministro plenipotenciario en Alemania, donde pudo observar el paulatino ascenso de Adolf Hitler, lo que lo hizo conocer de primera mano la ideología del Nazismo. Laureano siempre fue un abierto simpatizante del fascismo de Francisco Franco, haciendo públicas sus defensas y apoyo a este sistema corporativista, al punto de exiliarse en la España franquista una vez sufrió el Golpe de Estado de Rojas Pinilla. 
Laureano Gómez promovió un plebiscito en 1942 para expulsar a los inmigrantes judíos del país.

### Regreso a Colombia
No obstante, fue a partir de 1932, dos años después de iniciarse la llamada República Liberal, que duraría 16 años, cuando Gómez renunció a la embajada en Alemania y acusó al presidente Enrique Olaya Herrera de reiniciar una violencia política en Colombia, que, según Gómez, no se había vuelto a ver desde la guerra de los Mil Días. Denunció, además, el “lentejismo” con algunos conservadores sobornados por “gajes y viles granjerías”, para neutralizar la mayoría conservadora del Congreso, como quedó registrado en los debates de 1932, que catapultaron definitivamente a Gómez al primer plano de la vida nacional.
En la década de 1930, fue diputado de varias asambleas departamentales (Santander, Antioquia) y senador entre 1931 y 1935. Una anécdota sobre esta etapa de su vida sucedió en el año de 1935, cuando iba a debatir contra el entonces canciller y expresidente  Olaya Herrera sobre el Protocolo de Río, con el cual se puso final problema limítrofe con Perú, que venía desde principios de la década. Gómez iba dispuesto a batirse en duelo contra Olaya, pero su compañero congresista, Carlos Lleras Restrepo, se percató de que Gómez estaba teniendo problemas para mantenerse de pie, quien finalmente se desmayó a causa de una trombosis. Evidentemente el debate no se pudo hacer.
En 1936 fundó el periódico El Siglo, fuerte crítico de las políticas liberales, sobre todo las de su antiguo aliado Alfonso López Pumarejo. Tampoco escaparon a su crítica implacable Eduardo Santos y su ministro de hacienda Lleras Restrepo. El 15 de septiembre de 1940, en un discurso radial, difundido por la Radio Nacional, se hacían amenazas verbales entre los partidos y de parte de Gómez contra el gobierno de Eduardo Santos y los gobiernos de Alfonso López Pumarejo:

“¡Llegaremos hasta la acción intrépida y el atentado personal… y haremos invivible la República!”. Es el régimen de la amenaza (…) Guerra civil si el candidato elegido no es satisfactorio para el conservatismo. Guerra civil si no se deroga la constitución de 1936. Guerra civil si no se acaban las garantías a los trabajadores de Colombia. Guerra civil si no se deja, al fin, que el partido conservador gobierne la república a su antojo (…) La guerra civil no la van a ganar los conservadores sin hacerla. No entregamos nada a una amenaza. No por jactancia, ni por ferocidad, ni por terquedad, sino porque una república se hace invivible cuando los extorsionadores se convierten en amos”
Alberto Lleras sobre Laureano Gómez (1940) 

 Bajo la égida de Gómez durante el periodo liberal, el Partido Conservador se abstuvo de participar en las elecciones presidenciales de 1934 y 1938, ya que había logrado controla al partido en su totalidad como su director. En 1942 apoyó al disidente liberal Carlos Arango Vélez, y ante la división del liberalismo para las elecciones de 1946, se postuló a Mariano Ospina Pérez, luego de que Gómez declinara la posibilidad de encabezar la candidatura a sabiendas de que provocaría la unión inmediata de liberales y conservadores. 
En 1944, mientras era senador, fue acusado de planear el intento de golpe de Estado contra el presidente López Pumarejo. Por esta razón tuvo que abandonar el país y asilarse en Brasil. Criticó el voto universal que considera "contradictorio con la naturaleza jerárquica de la sociedad". En el gobierno de Mariano Ospina Pérez fue ministro de relaciones exteriores.

### El Bogotazo y recrudecimiento de La Violencia

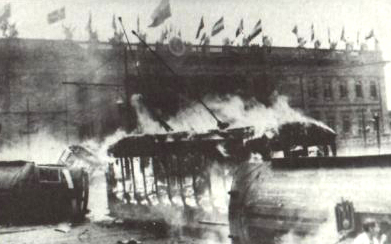
Llamas frente al Capitolio Nacional.

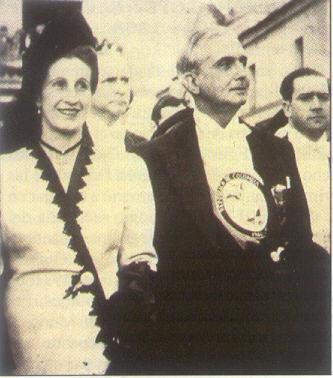
La intromisión de Ospina en los asuntos del partido desató una pugna por el control del partido, aquí está con su esposa el 7 de agosto de 1946.

Con Jorge Eliécer Gaitán tuvo una relación de enfrentamiento, pero dentro de su estilo dialéctico. Al punto de que ambos publicaban sus debates en su periódico El Siglo. Pero sus posturas eran contundentes. Así habló sobre Gaitán en una entrevista radial concedida al periodista Eduardo Caballero Calderón el 9 de julio de 1946: 
Respecto del movimiento que encabeza el doctor Gaitán, hay que distinguir. El doctor Gaitán está inspirado por un alto fervor de justicia social, por un deseo de mejoramiento de los menos favorecidos por la fortuna. En eso lo acompaño totalmente. Pero a ese sentimiento que pudiera decirse vertebral de su actuación se acompañan otras cosas con las que no estoy de acuerdo, especialmente con el procedimiento. En alguna ocasión, tuve la oportunidad de decirle a él personalmente la importancia que tendría que se desautorizara el empleo de la violencia tumultuaria como arma o como elemento de actividad política. Hablé con él después de los sucesos de Cali contra el doctor Gabriel Turbay, y yo le manifesté de la manera más expresa que yo había luchado toda mi vida por la libertad, y que considero profundamente nocivo y perjudicial para el verdadero goce de la libertad, que yo deseo para Colombia, el que se establezca una violencia tumultuaria que seleccione los que puedan salir a una tribuna pública a decir sus opiniones.
Para 1947, Gómez declaró desde España:

“Creo que la guerra civil es inevitable, quiera Dios que la ganemos nosotros...”
Laureano Gómez (1947)

La oposición le acusó de avivar, con sus discursos enardecidos, la llama de la violencia y de ser un caudillo más dentro de la guerra y estar detrás de las fuerzas paramilitares de su tiempo.
En 1948 Gómez presidió la IX Conferencia Panamericana en Bogotá, como canciller de Colombia. En ese momento, el 9 de abril, fue asesinado Jorge Eliécer Gaitán, desatándose una ola de violencia por la ciudad de Bogotá, así como por todo el país. A estos disturbios se les dio el nombre de El Bogotazo. 
Según el escritor Gabriel García Márquez, testigo presencial de los hechos del Bogotazo, Gómez se resguardó en la Escuela Militar de Cadetes, desde donde al parecer se comunicó telefónicamente con Ospina, evitando a toda costa que el gobierno negociara con los revolucionarios. Las turbas señalaron prontamente al Partido Conservador como responsable del magnicidio y sobre todo a su líder Laureano Gómez. Ante esto, este último tuvo que exiliarse en España. Su casa de Fontibón, así como la sede de su periódico El Siglo fueron incendiadas y destruidas.

### Candidatura y elecciones presidenciales de 1949

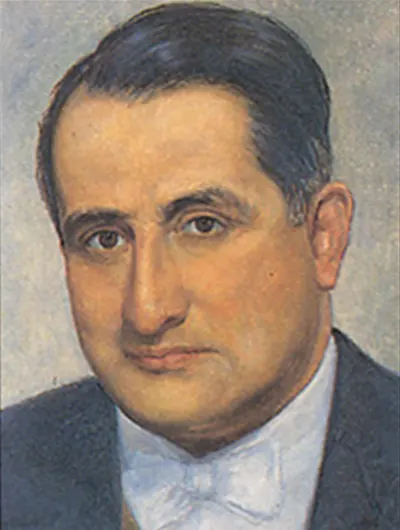
Echandía, su rival en las elecciones de 1949, retiró la candidatura dos días antes de los comicios. Fragmento de su retrato presidencial de 1945.

Luego de una reforma constitucional liderada por los liberales, las elecciones de 1950 se adelantaron para noviembre de 1949. El 12 de octubre del 1949 el Partido Conservador eligió a Laureano Gómez como candidato a la presidencia. Sin embargo llegados los comicios, Gómez era el único candidato inscrito para las elecciones presidenciales.   

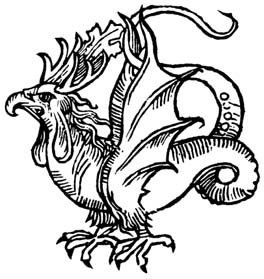
Basilisco retratado en la Edad Media.

Durante esa campaña presidencial, Gómez se ganó el mote de El Basilisco, porque en sus discursos de campaña afirmaba que el Partido Liberal era un basilisco, criatura monstruosa mitad gallina mitad serpiente, pero siempre con características reptilianas predominantes. La asociación la hacia por considerar "venenosos" los discursos de los liberales. El discurso lo proclamó en Medellín, el 25 de junio de 1949, en la plaza de Berrío fue recibido por millares de ciudadanos, donde dijo:

“Nuestro basilisco camina con pies de confusión y de ingenuidad, con piernas de atropello y de violencia, con un pecho de ira, con un inmenso estomago oligárquico, con brazos masónicos y con una diminuta pequeña cabeza comunista, pero que es la cabeza; y así tenemos que el fenómeno mayor que ha ocurrido en los últimos tiempos, el 19 de abril
(...)
Fue un fenómeno típicamente comunista ejecutado por el basilisco, la pequeña e imperceptible lo dispuso y el cuerpo lo llevó a cabo para vergüenza nacional”.
Laureano Gómez, 25 de junio de 1949

Los liberales comenzaron a llamarlo El Basilico desde ese momento para descalificarlo, pese a que el propio Laureano jamás se sintió irritado por el uso de ese apodo peyorativo.
Uno de los candidatos que pretendía rivalizar con Gómez, el liberal y expresidente Darío Echandía, decidió renunciar a la candidatura argumentando que no había garantías de seguridad para su partido o su persona, después de una ola de asesinatos (en la que cayó su propio hermano, Vicente Echandía) y por el caos que se estaba incrementando en el país por esos días. Gómez, al no tener oponente en las elecciones, en las que ni siquiera existía el voto en blanco, obtuvo la histórica votación de 1 millón de votos, que para la época era un verdadero hito.

### Presidente de Colombia (1950-1951; 1953)
Gómez tomó posesión del cargo el 7 de agosto de 1950 siendo el único presidente hasta la fecha en tomar posesión ante el presidente de la Corte Suprema de Justicia Domingo Sarasty, ya que la tradición jurídica indicaba que el juramento era tomado por el presidente del Congreso. Ésta particularidad se dio por el cierre del Congreso en 1949 por órdenes de Ospina Pérez. Su estancia en el cargo ha sido una de las más cortas, debido a su licencia por enfermedad y al Golpe de Estado de 1953 que lo derrocó. 
Durante su gobierno La Violencia se recrudeció, generando una inestabilidad política considerable. Frente a ello, Gómez le ofreció al Partido Liberal un gobierno conjunto, pero éste se negó. Dentro del mismo conservatismo, se empezó a gestar un movimiento más afín a Ospina Pérez, quitándole, así, la hegemonía a Gómez. A esta facción también la invitó a formar parte del gobierno, recibiendo la misma negativa.Mantuvo el país en estado de sitio, restringió los derechos de sus ciudadanos y abogó por mantener los privilegios de la Iglesia católica.
Su gobierno estuvo marcado por la convocatoria infructuosa a un proyecto de reforma constitucional con un programa marcadamente conservador. Con su voluntad de instaurar el corporativismo, al mejor estilo de lo que planteaba inicialmente el nacionalsindicalismo español. Del mismo modo, planteaba una clara separación de poderes, pero le daba poderes especiales al ejecutivo para tiempos de crisis que fueron denominados por su oposición como una "dictadura civil". Otro asunto que marca el conservadurismo de su gobierno fue su intención de renovar los concordatos que el liberalismo había derogado, así como mantener la presencia de la Iglesia católica en la vida pública y política.  

#### Economía y obras públicas
En su  gobierno creó el Banco Popular, creó la Empresa Colombiana de Petróleos (Ecopetrol), creó el Ministerio de Minas y Petróleos y el Ministerio del Fomento, suprimiendo a su vez el Ministerio de Comercio e Industria. También comenzó la construcción de los oleoductos entre Puerto Berrío y Medellín, y entre Bogotá y Puerto Salgar. Adelantó obras del campus de la Universidad Nacional de Colombia.
En lo económico, fue central la Misión Currie, del Banco Mundial por la que se crea una junta de planeación nacional, con el objetivo de ampliación del mercado local e internacional. Tenía por objetivo de sacar a Colombia del subdesarrollo.

#### Orden público y seguridad
Durante su gobierno se registró un incremento de La Violencia con la propagación de los grupos paramilitares conservadores conocidos como los chulavitas y los pájaros, respaldados por las Fuerzas Militares enfrentados a los liberales que conformaron las guerrillas liberales y los grupos de autodefensa del Partido Comunista Colombiano. La política del gobierno de Laureano Gómez se caracterizó por ser abiertamente anticomunista. Se generaron desplazamientos masivos del campo a la ciudad. Se presentó un aumento de la persecución religiosa contra los protestantes.
Durante su gobierno se destacó la actuación de la Policía Política (Popol) y el Servicio de Inteligencia Colombiano (SIC) una fuerza secreta del régimen a la que se le atribuyen asesinatos, torturas y desapariciones de liberales y opositores.
Según su periódico El Siglo, su gobierno junto al líder liberal y amigo Alfonso López Pumarejo, buscó negociar la desmovilización de las guerrillas liberales de los Llanos orientales, enviando a su ministro de gobierno, el expresidente de la Corte Suprema de Justicia, Domingo Sarasty a dialogar con ellos.

#### Relación con la Iglesia católica
Laureano Gómez fue un católico combativo. Un hombre que practicaba la apologética y que se fundaba en una filosofía cristiana preconciliar rotunda. Su mente era inquisidora y estaba articulada en un binarismo que no admitía sino el blanco o el negro, el bien o el mal, la verdad o la mentira, pero nunca matices. La paz, de este modo, solo podía ser la paz del bien, todo lo demás venía a ser maldad o caos. ¿Y en dónde se encontraba ese bien? En la Iglesia, fuera de ella no hay salvación. Así, había declarado en 1942, en el Senado: 
Yo hablo en nombre de los principios de la doctrina católica, que están expresados en las obras filosóficas de Santo Tomás, que dice cómo debe organizarse un Estado.
Según Gómez, la buena organización estatal se encuentra en la Escolástica y en Tomás de Aquino. En este contexto, quiso él retomar las relaciones entre Iglesia y Estado, que tanto se habían debilitado durante el periodo de la República Liberal (entre 1930-1946), pese al claro talante religioso que se encontraba en la Constitución de 1886.
Así mismo, tuvo que ceder ante los movimientos femeninos católicos, que buscaban lograr el otorgamiento del voto a las mujeres colombianas. Los colectivos marianos lograron que se le reconociera el voto a nivel local, pero no nacional, hasta 1957, luego de la salida de Laureano, quien fue un férreo opositor a la concesión de derechos políticos a las mujeres colombianas.

#### Política exterior

Escudo del Batallón Colombia.

Mantuvo un discurso nacionalista, populista y anticomunista. El gobierno estadounidense lo consideraba cercano a Francisco Franco. Gómez había sido un férreo opositor de Marco Fidel Suárez, siendo una de sus críticas la negociación por la que se dio la pérdida de Panamá. Tampoco eran muy bien vistas sus políticas proteccionistas e intervencionista, en oposición a los intereses de Washington D. C.
Su gobierno recibió en 1950, a la Misión Currie, del Banco Mundial en 1950, dirigida por Lauchlin Currie. Envía en mayo de 1951 al Batallón Colombia, como muestra de la política anticomunista del gobierno colombiano, para apoyar a Corea del Sur y los Estados Unidos durante la guerra de Corea. Colombia fue el único país latinoamericano que participó en ese conflicto.  La unidad regresó a Colombia el 27 de junio de 1953, días después de que Gómez fue derrocado por Rojas Pinilla. El gobierno de Gómez firmó con Estados Unidos el Pacto militar Bilateral, el 17 de abril de 1952.

### Retiro y gobierno de Urdaneta
A finales de octubre de 1951, Gómez sufrió dos ataques cardíacos. Su enfermedad debilitó su salud y lo obligó a retirarse del cargo. En su reemplazo asumió el designado Roberto Urdaneta Arbeláez, quien se posesionó el 5 de noviembre de 1951 ante el Congreso. A pesar de su delicado estado de salud, Gómez siguió ejerciendo influencia en el gobierno a través de Urdaneta.

### Crisis del gobierno

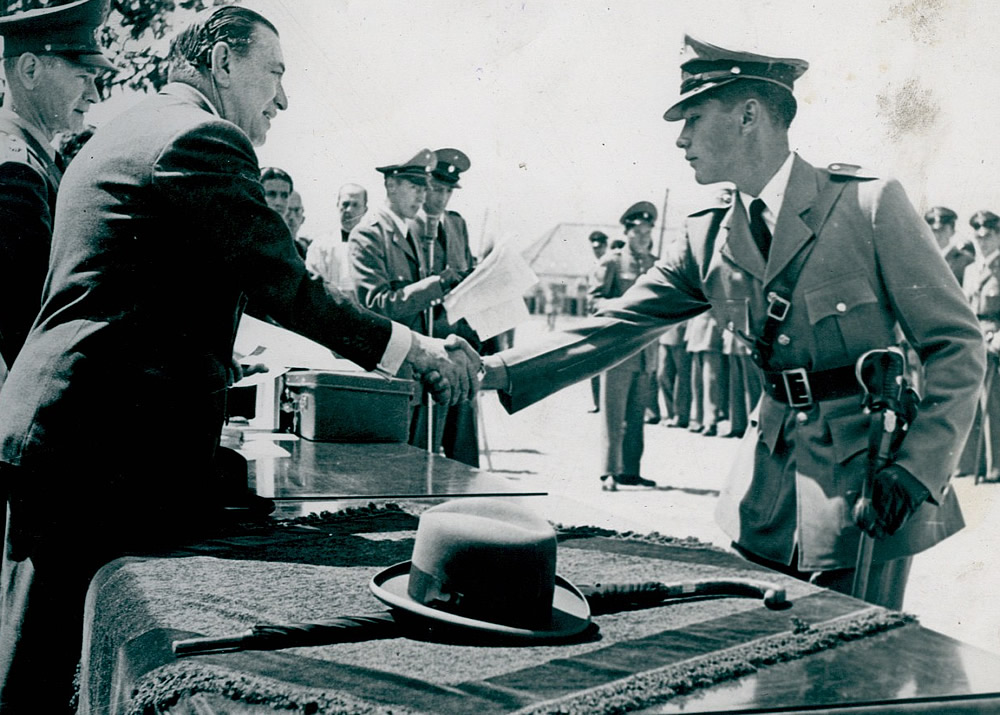
Urdaneta, designado presidencial en 1952

En una de sus maniobras, Gómez promovió una Asamblea Nacional Constituyente, a través de la cual quiso adoptar un régimen corporativo similar al modelo filo-fascista (Nacional-Corporativista) de España de la dictadura del general Francisco Franco, o al régimen corporativo de Portugal. Este pretendía desconocer la libertad de prensa, el veto a los beneficios de la Iglesia católica, y se investiría con facultades para legislar sobre las fuerzas militares, quedando éstas sometidas a la presidencia y no al Congreso, algunos autores llamaron esta propuesta "la dictadura civil".
A lo largo del proceso constituyente, que finalmente fue interrumpido por el golpe de Estado del 13 de junio de 1953, tuvo una activa participación intelectual Álvaro Gómez Hurtado, hijo del presidente de la República quien luego se convirtió en su sucesor natural en el partido y de y Jorge Leyva Urdaneta. Sin embargo el proyecto no recibió el apoyo de su partido, ya que la facción liderada por Gilberto Alzate estaba comenzando a ser mayoría en el partido, y su candidatura presidencial fue vetada por Gómez. En consecuencia  Mariano Ospina Pérez apoyó el golpe militar de junio.

### Derrocamiento (1953)

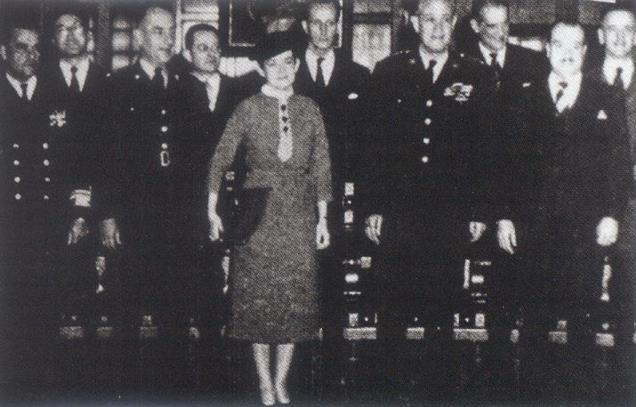
Gobierno militar

El general Gustavo Rojas Pinilla había regresado en 1952 de ser Agregado Militar en Washington para asumir como primer Comandante General de las Fuerzas Militares. Como hubieran surgido  denuncias de la oposición sobre abusos cometidos por el oficialismo en zonas rurales y urbanas, y en especial el temor a un golpe militar, Laureano Gómez le ordenó a Roberto Urdaneta Arbeláez que destituyera al general Rojas, decisión que el presidente encargado no quiso asumir por temor a la reacción de la misma, dado el fuerte liderazgo de Rojas en el Ejército. Ante la negativa, Laureano Gómez decidió reasumir la presidencia en la mañana del 13 de junio de 1953, día en el que hizo cambio de gabinete, nombrando en el ministerio de guerra al general Régulo Gaitán Patiño, quien debía proceder a destituir a Rojas.
Los conservadores Mariano Ospina y Gilberto Álzate, en unión con dirigentes del partido liberal, le ofrecieron a Urdaneta sostenerlo en la presidencia, pero como éste se mantuviera fiel a Gómez, los partidos optaron por respaldar al general Gustavo Rojas Pinilla. Esta rápida toma del poder forzó al presidente Gómez a salir exiliado junto a su familia, viéndose acompañado únicamente de su amigo Vicente Casas Castañeda. Esta toma del poder la denominó el expresidente Darío Echandía como un golpe de opinión y no militar, debido a los sectores que lo apoyaron, y a la sucesión pacífica que se dio.

### Postgobierno

#### Frente Nacional

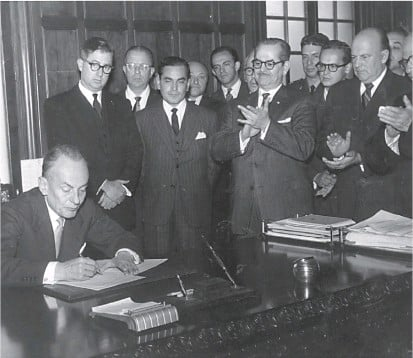
Lleras, suscribiendo el Pacto de Benidorm, 1956.

En su exilio en España, Laureano Gómez siguió liderando los conservadores y en calidad de jefe del partido firmó el 24 de julio de 1956 el Pacto de Benidorm con el jefe del liberalismo Alberto Lleras Camargo, en contra del régimen militar. Lleras había sido comisionado a Benidorm como líder del liberalismo, ya que era el único liberal que podía llegar a convencer a Gómez de la necesidad de una alianza para derrocar el régimen militar, ante las obvias pretensiones de Gustavo Rojas Pinilla de perpetuarse en el poder. Al pacto luego se adhirieron los sectores de Mariano Ospina Pérez y de Gilberto Álzate Avendaño.
El 20 de julio de 1957, y tras la caída del gobierno de Gustavo Rojas Pinilla, Gómez firmó con Lleras el Pacto de Sitges que definiría la política colombiana por los próximos 17 años, creando una alternancia de los poderes ejecutivo y legislativo entre los dos partidos tradicionales hasta 1974, en lo que se conoció como el Frente Nacional. Gómez regresó a Colombia donde continuó al frente del Partido Conservador.
Para las elecciones de 1958, Gómez propuso a su copartidario Guillermo León Valencia como candidato del Frente Nacional, por el Partido Conservador. Sin embargo, rápidamente el apoyo de los conservadores se volcó hacia el liberal Lleras Camargo, por lo que Valencia tuvo que retirar su candidatura y adherirse a la de Lleras, quien finalmente ganó la presidencia, lo que representó la victoria para el sector de Gómez sobre el de Gilberto Álzate.
Para 1962, Valencia nuevamente presentó su candidatura, y en cumplimiento de los pactos de Sigtes y Benidorm, recibió el apoyo de los liberales, siendo elegido presidente. Elegido Valencia, Gómez se retiró de la política definitivamente.
Gómez en sus ratos libres ofreció charlas a los grupos de juventudes conservadoras de la Universidad Libre de Bogotá, cuyo presidente, Álvaro Atencia Carcamo, era visto por sus seguidores como el más idóneo para continuar con su legado. También continuó siendo una voz política influyente a través de su periódico El Siglo. Durante sus últimos años, Gómez no salía con frecuencia de su habitación y se movilizaba fuera de ella con ayuda de una silla de ruedas.

### Muerte

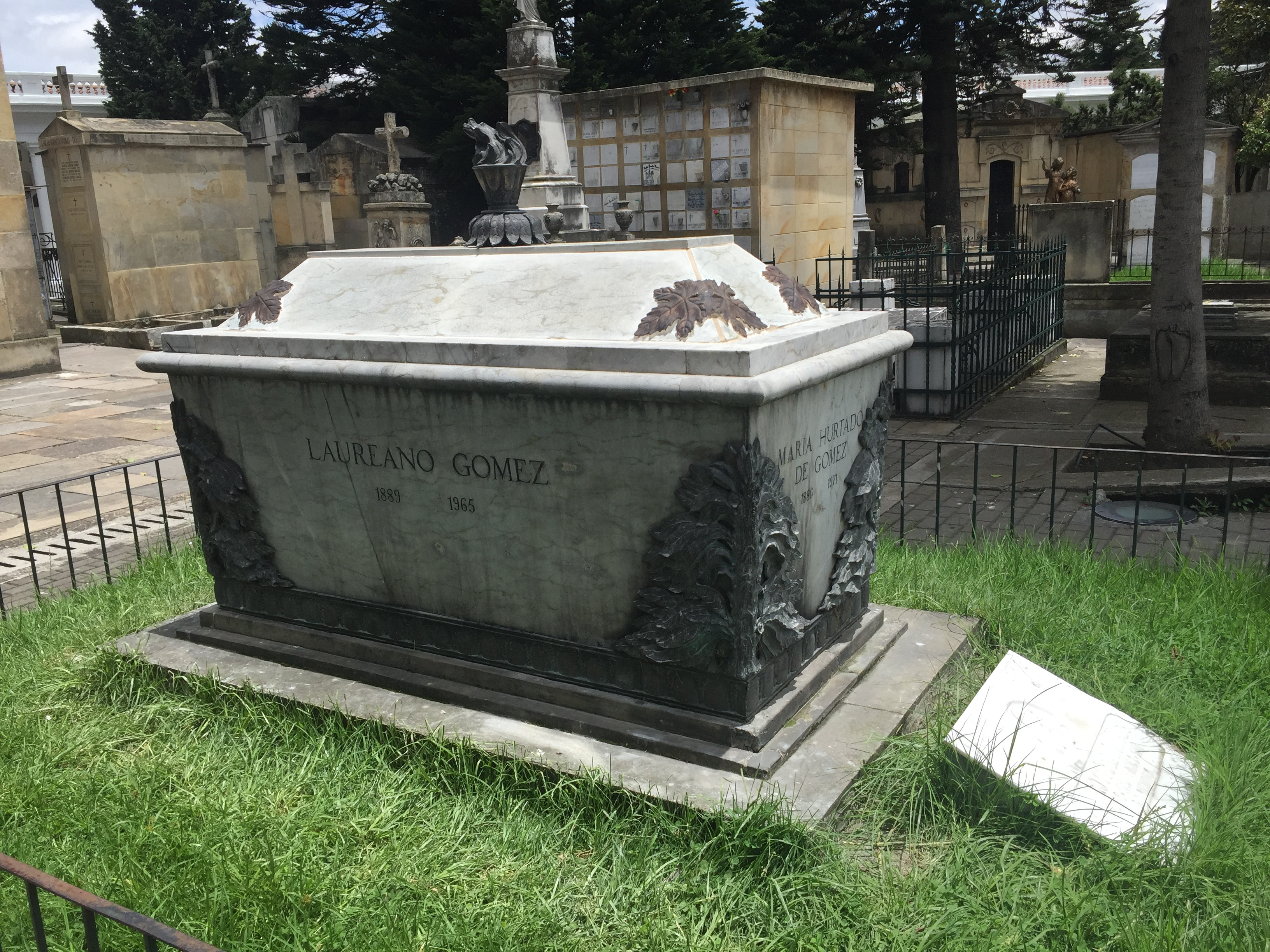
Tumba de Laureano Gómez en el Cementerio Central de Bogotá.

Laureano Gómez Castro falleció en su residencia de la carrera 15 n.º 38-00 de Bogotá, las 2:10 de la tarde del martes 13 de julio de 1965, víctima de una hemorragia interna por una afección gástrica, a los 76 años de edad. Estaba acompañado por su esposa, y sus hijos Cecilia, Álvaro y Enrique, nueras, nietos y sus médicos de cabecera. Su hijo Álvaro estuvo cerca de morir cuando su vuelo de Soledad a Bogotá (en el que pretendía llegar a la casa antes del fallecimiento de su padre) sufrió algunos contratiempos.
Respecto de los honores póstumos que debía recibir, Gómez manifestó en una columna de su periódico del 1 de diciembre de 1960:

Recomendaciones para mi familia y mis amigos en el caso de mi fallecimiento.

Los avisos de defunción deben incluir la solicitud de que no se envíe ninguna clase de coronas. Los servicios religiosos serán en la iglesia parroquial o en la capilla del cementerio. Deben limitarse a lo estrictamente litúrgico, sin música ni canto. No se tolerarán cámaras ardientes, ni en edificios públicos ni en privados. No se tolerarán funerales costeados por el erario. No habrá discursos. El Siglo se limitará a un relato periodístico sin ninguna clase de juicios ni elogios. El cadáver se debe depositar en una bóveda común.
Laureano Gómez, 1960

Sus funerales no dejaron de ser un acontecimiento. Además de las autoridades nacionales, entre los muchos colombianos que acudieron a rendir tributo póstumo, se encontraban importantes personalidades de la política nacional como Darío Echandía, Guillermo León Valencia, Belisario Betancur, María Eugenia Rojas, Alfonso López Michelsen, Julio César Turbay Ayala y sus hijos Álvaro y Enrique. Como lo manifestó en vida, su funeral no fue costeado por el Estado y no se le llevaron flores a su tumba, y su cadáver fue embalsamado.

## Vida privada

### Familia

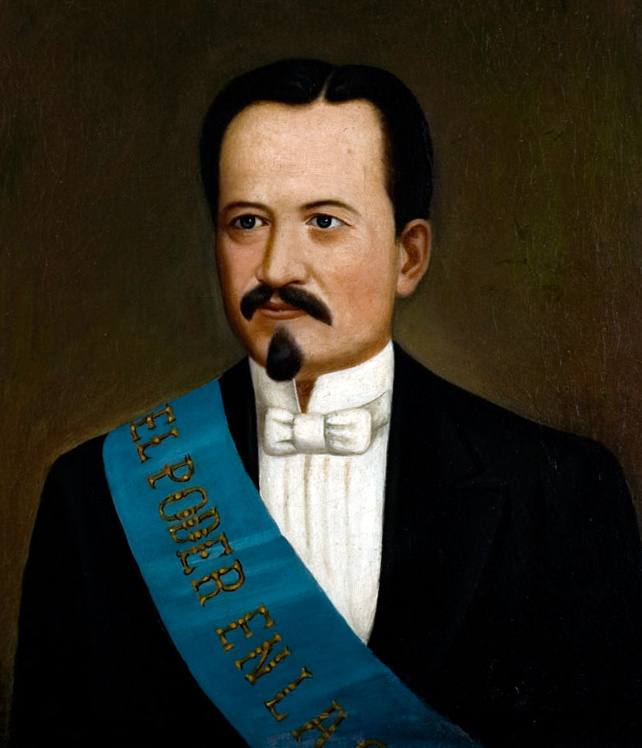
Su hermano Pepe era concuñado del filántropo Manuel Muñoz, quien era nieto del expresidente de ecuador Antonio Borrero Cortázar (en la imagen).

Laureano Gómez Castro era hijo de José Laureano Gómez Rincón y de su esposa Dolores Castro Galvis, siendo sus hermanos Anatolia, José María, Lola y Ana Josefa Gómez Castro. Los Gómez Castro no tenían parentela de fama ni pertenecían a la élite política, pero sus matrimonios los convirtieron en personajes de importancia nacional.  
Su hermana Anatolia se casó con Luis María Mejía; y José María "Pepe", caricaturista de fama nacional, lo hizo con una sobrina del político y exalcalde de Bogotá, Manuel María Mallarino Isaacs, nieto a su vez del expresidente Manuel María Mallarino, quien era tío de los hermanos y expresidentes de Colombia, Carlos y Jorge Holguín Mallarino, vinculados al Partido Conservador Colombiano. La esposa de Pepe era hermana de la esposa del diplomático ecuatoriano Manuel Muñoz Borrero, quien era nieto a su vez del expresidente de ese país, Antonio Borrero Cortázar, y primo del también expresidente Manuel María Borrero. 

#### Matrimonio y descendencia

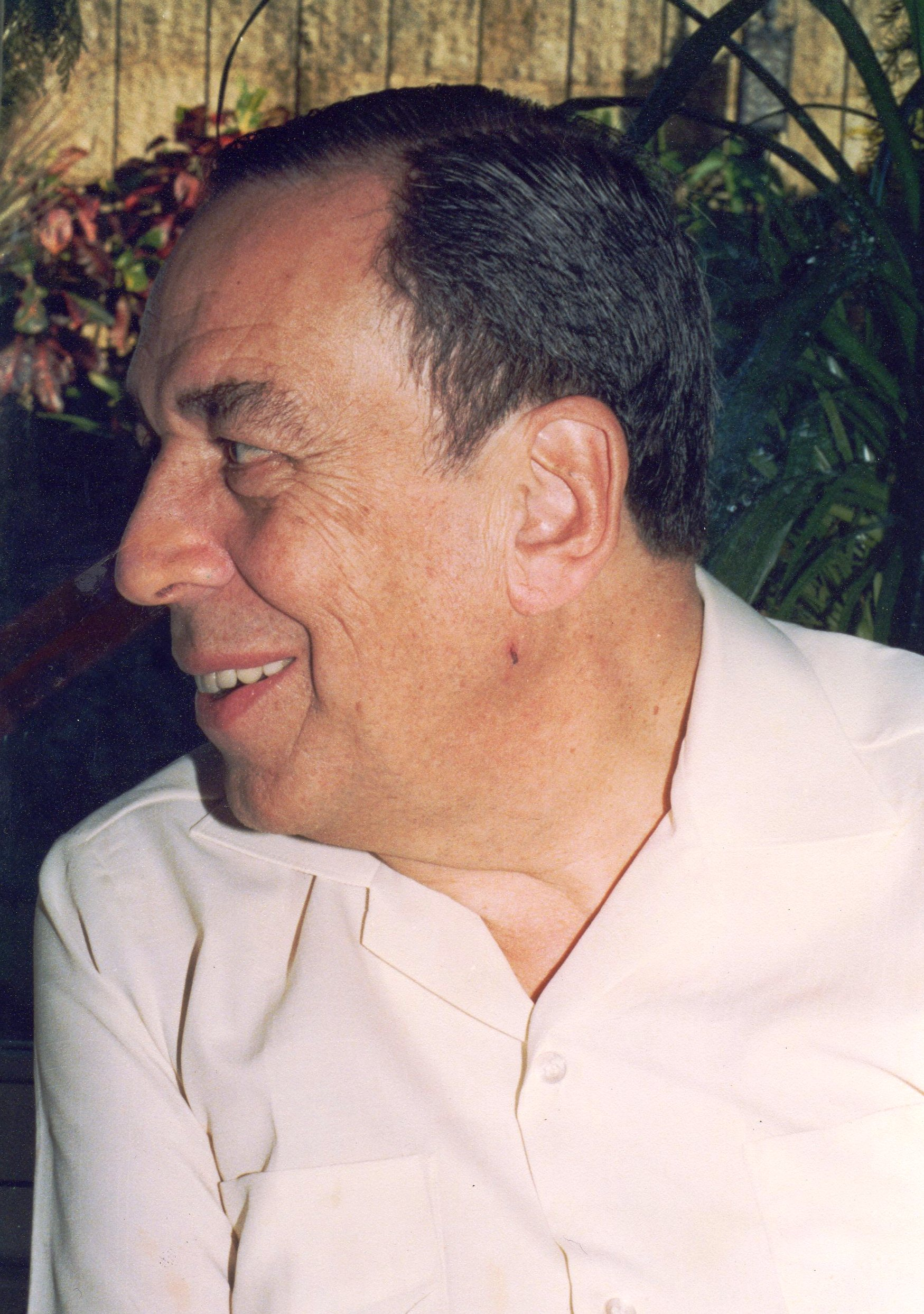
Su hijo Álvaro en 1990.

Laureano contrajo nupcias con María Hurtado Cajiao el 9 de septiembre de 1916. María era hija de Simón Hurtado Pino (ministro de hacienda del gobierno del general Rafael Reyes; nieta del político Nicolás Hurtado y Arboleda, quien fue alcalde de Popayán; y sobrina bisnieta del sabio neogranadino y prócer de la independencia Antonio Arboleda y Arrachea, quien a su vez estaba casado con la nieta del banquero Pedro Agustín de Valencia y Castillo.  
María estaba, por tanto, emparentada con los hermanos Arboledaː Joaquín, Tomás Cipriano, y los gemelos Manuel María y Manuel José Mosquera y Arboleda, ya que María Manuel Arboleda, la madre de los hermanos, era hermana de María Ignacia Arboleda, la bisabuela de María, por un lado; y por el otro con la familia Valencia de Popayán. 
Por otra parte, María era sobrina media del político conservador Ezequiel Hurtado Hurtado, quien fue presidente de Colombia pocos meses en 1884, ya que era nieta, como ya se dijo antes, de Nicolás Hurtado, tronco común entre su padre Simón Hurtado Peña, y el medio hermano de éste, Ezequiel Hurtado. Con María, Laureano tuvo a sus hijos Cecilia, Álvaro, Rafael y Enrique Gómez Hurtado.
Su hijo mayor, Álvaro Gómez Hurtado, fue periodista político, diplomático y un carismático e influyente líder del partido conservador, además de ser un orador nato. Fue candidato a la presidencia en 1974, 1986 y 1990, siendo derrotado en todas las contiendas. Álvaro llegó a ser elegido por su propio partido (Movimiento de Salvación Nacional) como constituyente de la Asamblea de 1990, que le dio a Colombia la Constitución de 1991. También fue uno de los tres presidentes del órgano legislativo. Fue asesinado en 1995, con varias versiones su crimen se mantiene a la fecha como un caso judicial sin solución. Casado con la escritora Margarita Escobar, fue padre de tres hijosː Álvaro José, Mauricio y María Mercedes Gómez Escobar.
Enrique Gómez Hurtado era abogado y economista, y se encargó de dirigir el periódico que Laureano cofundó en 1931, El Siglo. Fue director del Comité Olímpico Colombiano en el gobierno de Urdaneta. Falleció en 2019. Los nietos de Laureano e hijos de Miguel, Miguel y Enrique Gómez Martínez, también son influyentes abogados. Miguel es político y fue senador de Colombia entre 2010 y 2014. Enrique asumió el caso del homicidio de su tío Álvaro. Rafael, periodista, abogado y empresario, falleció en un accidente aéreo en mayo de 1952. Por su parte, Cecilia, fue madre del economista Daniel Mazuera Gómez.

### Amistades

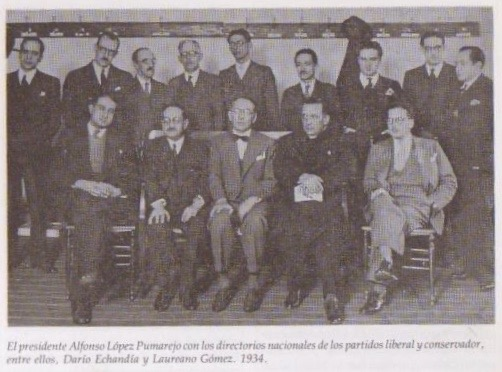
Gómez sentado al lado de su eterno amigo y rival político Alfonso López Pumarejo, junto a Darío Echandía y otros miembros del bipartidismo, 1934.

Pese a ser rivales políticos feroces, Laureano Gómez y Alfonso López Pumarejo fueron grandes amigos, asociándose políticamente en más de una ocasión. Se sabe que Gómez asistió a la graduación honorífica que recibió López ante la Universidad Nacional en 1959, año en que murió. Se sabe que Gómez sufrió la muerte de López con amplia desazón. Mantuvo también, durante sus periodos de exilio, amistades con los españoles Miguel de Unamuno y Juan de la Cierva.

### Pensamiento

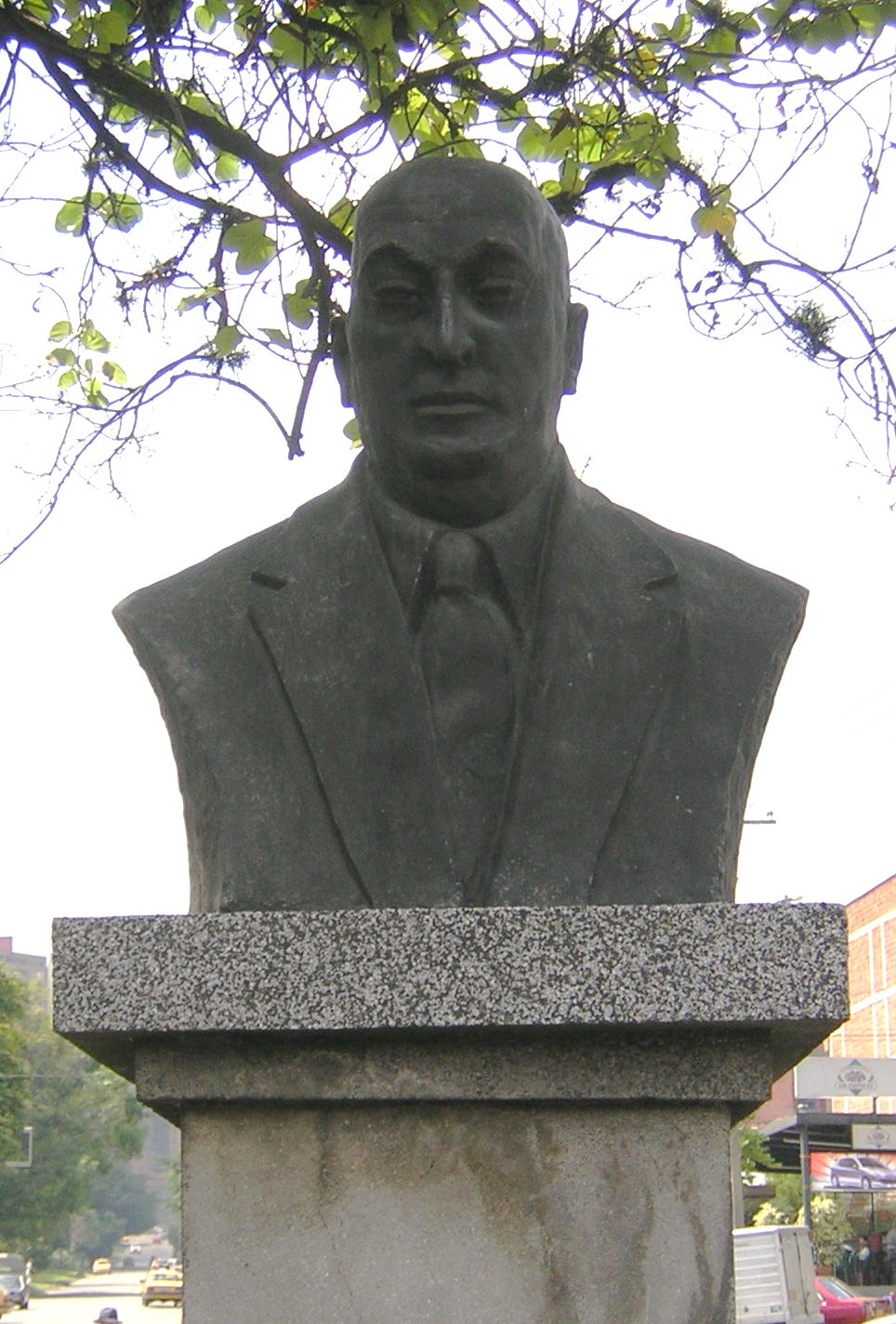
Busto de Alzate, rival del conservadurismo radical.

La plataforma de Gómez durante estos años fue de un tinte marcadamente racista. Desde su periódico El Siglo propinó duros comentarios contra los inmigrantes judíos en Colombia. Su antisemitismo continuaría exacerbándose, en 1942 lideró un plebiscito para expulsar a estos judíos; todo llegaría a su punto más álgido en 1946 cuando el Partido Conservador Colombiano, encabezado por Laureano Gómez y Gilberto Alzate Avendaño, que eran rivales dentro del partido, incitaron a sus copartidarios a que apedrearan los negocios de comerciantes judíos, en forma similar a la noche de los Cristales Rotos. Sin embargo este incidente pudo calmarse sin pasar a mayores.

#### Acusaciones de racismo
Gómez también lanzaría discursos racistas contra las poblaciones indígenas y afrodescendientes, declarando en 1930 que «nuestra raza proviene de la mezcla de españoles, los indios y los negros. Los dos últimos caudales de herencia son estigmas de completa inferioridad». A las negritudes las acusaba de ser mentirosas e infantiles:

El espíritu del negro, rudimentario e informe, como que permanece en perpetua infantilidad. La bruma de una eterna ilusión lo envuelve y el prodigioso don de mentir es la manifestación de esa falsa imagen de las cosas, de la ofuscación que le producen el espectáculo del mundo, del terror de hallarse abandonado y disminuido en el concierto humano.

A las poblaciones indígenas le atribuía malicia, insignificancia y derrotismo:

La otra raza salvaje, la raza indígena de la tierra americana, segundo de los elementos bárbaros de nuestra civilización, ha transmitido a sus descendientes el pavor de su vencimiento. En el rencor de la derrota, parece haberse refugiado en el disimulo taciturno y la cazurrería insincera y maliciosa. Afecta una completa indiferencia por las palpitaciones de la vida nacional, parece resignada a la miseria y la insignificancia. Está narcotizada por la tristeza del desierto, embriagada con la melancolía de sus páramos y bosques

### Otros datos

#### Contestación a Neruda

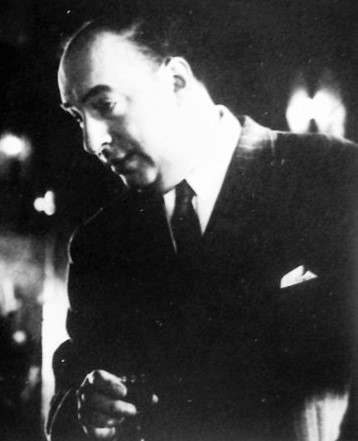
Neruda en 1951.

Una de las facetas periodísticas de Laureano Gómez fue la de su calidad de crítico literario y cultural. Entre esas ocasiones, publicó un artículo en su periódico El Siglo con motivo de la visita del poeta chileno Pablo Neruda a Bogotá, en 1943. En él llamó al poeta chileno un "Arlequín de renglón corto", en referencia a la consideración de su poesía como no más que una "payasada literaria". El día que arribó a Bogotá, apareció en El Siglo un soneto satírico titulado Salutación a Don Neftalí en el que Gómez se burlaba tanto de Neruda, como del esnobismo de la intelectualidad bogotana que se entusiasmaba ante su llegada. 
La sorpresa fue que el mismo Neruda respondió a las críticas. Y para ello publicó los Tres sonetos punitivos de Pablo Neruda contra Laureano Gómez. Fueron sonetos contra Gómez. Ante ello, Gómez publicó Cien sonetos contra Pablo Neruda en un periodo de tiempo en El Siglo.

#### Cédulación
Según la base de datos de la Registraduría Nacional del Estado Civil, la primera cédula en Colombia fue la número 01, expedida el 24 de noviembre de 1952; el propietario de la cédula era el entonces presidente en licencia Laureano Gómez.

## Homenajes

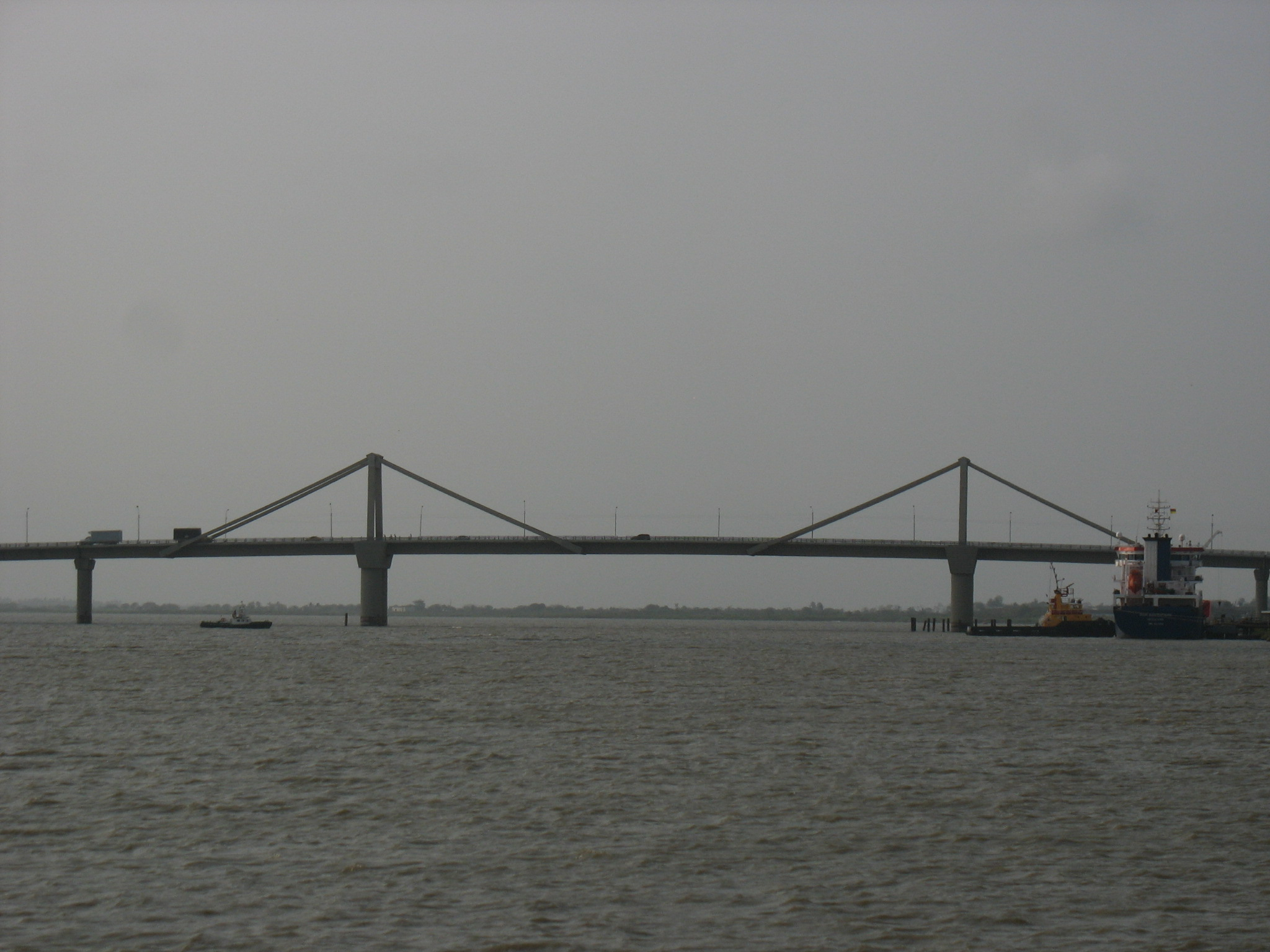
El actual viejo Puente Pumarejo fue construido con la intención de llamarse Laureano Gómez, y fue abierto en 1974.

Pese a que su recuerdo actual no es positivo, Gómez tiene amplia presencia en el Capitolio Nacional de Colombia, en Bogotá, edificio que él ayudó a modernizar durante su paso por el ministerio de obras. Lo anterior a raíz de que en el año 1966, mediante la ley 25 de ese año, el congreso colombiano ordenó la conmemoración de la figura de Gómez, en el marco del primer aniversario de su muerte. 
La ley fue sancionada por el saliente presidente Guillermo León Valencia, quien fue su copartidario, y ordenó, entre otros, la erección de un busto suyo en la comisión tercera del Senado, donde actualmente se encuentra, y la instalación de diversas placas y mármoles conmemorativos de la gestión de Gómez como ministro de obras públicas, y frases suyas como presidente de Colombia.
La mencionada ley también ordenó la construcción del Puente Laureano Gómez de Barranquilla, el cual fue inaugurado en 1974, pero cuyo nombre cambio a Puente Pumarejo por la afinidad de los locales con la figura del exalcalde Alberto Pumarejo.
En Purísima (Montería) y Guametal (Meta), se construyeron dos plazas públicas llamadas parque Laureano Gómez. En Gramalote (Norte de Santander), se erigió un monumento en su honor. También en Bogotá, en la Autopista Norte de la ciudad, se encuentra en obras la conocida como avenida Laureano Gómez.
Se abrió el colegio IED Técnico Industrial Laureano Gómez en Bogotá. En el sector de Chicó Norte, por la calle 97 con Autopista Norte de Bogotá existe un busto de considerable tamaño de Gómez, el cual fue vandalizado durante las protestas en Colombia de 2021, ya que es considerado por varios sectores de izquierda como instigador de La Violencia.

#### Filatelia
A principios de los años 70, el gobierno de Misael Pastrana ordenó la emisión de un sello postal conmemorativo de Gómez; su fondo es amarillo ocre y muestra a Gómez con un esmoquin negro y corbatín y camisa blancos, estilo característico de su paso por la presidencia de Colombia. En 1998, y como hecho anecdótico, el hijo de Pastrana, el entonces presidente Andrés Pastrana emitió un sello conmemorativo por el centenario del nacimiento de Gómez en 1889.  
También fue incluido en el fresco constitucional de la Sala Constitucional del Congreso; el fresco fue pintado en el techo del salón e inaugurado en 1985, con motivo de los 100 años de la Constitución de 1886; Gómez aparece en el fresco junto a Mariano Ospina Pérez, en representación de la reforma constitucional de 1953. Por último, en la sala donde sesiona la Comisión III del Senado existe un óleo en honor suyo, inaugurado en 1974, y pintado por Guillermo Camacho, por encargo del gobierno saliente de Misael Pastrana.